# Echinolittorina millegrana
Echinolittorina millegrana là một loài ốc biển, là động vật thân mềm chân bụng sống ở biển trong họ Littorinidae.